# City Slickers II – Jakten på Curlys guld
City Slickers II – Jakten på Curlys guld (originaltitel: City Slickers II: The Legend of Curly's Gold) är en amerikansk western-komedi från 1994 i regi av Paul Weiland med Billy Crystal, Daniel Stern, Jon Lovitz och Jack Palance i huvudrollerna. Filmen hade Sverigepremiär den 16 september 1994.

## Handling
Det är mitt i natten och telefonen ringer hemma hos Mitch Robbins (Billy Crystal). Det är hans mamma som ringer för att gratulera sin son som fyller 40 år. När de slutat prata med varandra lovar Mitchs fru Barbara (Patricia Wettig) att hon ska ge honom en speciell present bara hon får göra sig i ordning lite först. Under tiden hittar Mitch en gammal karta i cowboyhatten som han behöll efter sin avlidna vän Curly Washburn, och konstaterar att det är en skattkarta. Med lite efterforskning på New York Public Library får han reda på att en guldstöld ägde rum 1908 mot Western Pacific Railroad av Lincoln Washburn, Curlys far. Mitch, hans bäste vän Phil (Daniel Stern) och dennes yngre bror Glen (Jon Lovitz) beger sig ut i öknen bland ravinerna och farliga djur för att försöka hitta guldet som stals.

## Medverkande (i urval)
| Billy Crystal       | – Mitch Robbins   |
| Daniel Stern        | – Phil Berquist   |
| Jon Lovitz          | – Glen Robbins    |
| Patricia Wettig     | – Barbara Robbins |
| Jack Palance        | – Duke Washburn   |
| Pruitt Taylor Vince | – Bud             |
| Bill McKinney       | – Matt            |
| Lindsay Crystal     | – Holly Robbins   |
| Beth Grant          | – Lois            |
| Noble Willingham    | – Clay Stone      |
| David Paymer        | – Ira Shalowitz   |

## Om filmen
- Filmen spelades in i Arches nationalpark, Utah, Fillmore och Los Angeles, Kalifornien, Las Vegas, Nevada samt i New York.
- Hästen som Billy Crystal rider på i filmen heter Beach Nut och är samma häst som Crystal red på i den första City Slickers-filmen.
- Bruno Kirby som spelade Ed Furillo i första City Slickers-filmen återkom inte till uppföljaren, utan ersattes av Jon Lovitz, som spelar Billy Crystals bror Glen Robbins. I den rollen kommer Lovitz ständigt med citat från Gudfadern del II, en film som Kirby var med i.